# زاموشتش
زاموشتش (بالبولندية: Zamość، وتُلفظ: [ˈzamɔɕtɕ] وتُلفظ ، باللاتينية: Zamoscia، باليديشية: זאמאשטש) هي مدينة تاريخية تقع في جنوب شرق بولندا وأحد مواقع التراث العالمي لليونسكو. تقع في الجزء الجنوبي من محافظة لوبلين (منذ عام 1999)، وتبعد عنها نحو 90 كم (56 ميل)، وتبعد 247 كم (153 ميل) عن العاصمة وارسو. بلغ عدد سكانها 65,149 نسمة في عام 2014.

أُضيف مركز زاموشتش التاريخي إلى قائمة التراث العالمي عام 1992، بعد قرار الدورة العادية السادسة عشرة للجنة التراث العالمي، التي عُقدت في الفترة من 7 إلى 14 ديسمبر 1992 في سانتا فيه بولاية نيو مكسيكو في الولايات المتحدة، وكما وصفتها اليونسكو:
تعتبر زاموشتش مثالًا فريدًا لمدينة النهضة في أوروبا الوسطى، صممت وبُنيت بنحو متسق وفقًا للنظريات الإيطالية لـ «المدينة المثالية»، على أساس خطة كانت نتيجة تعاون تام بين المؤسس المنفتح، جان زامويسكي، والمهندس المعماري المتميز برناردو موراندو. تعتبر زاموشتش مثالًا بارزًا على الأسلوب المبتكر لتخطيط المدن، الذي يجمع بين وظائف المجموعة الحضرية والمسكن والحصن وفقًا لمفهوم النهضة المُطبّق باتساق. والنتيجة هي تكوين حضري متجانس نمطيًا مع مستوى عالٍ من القيم المعمارية والطبيعية. وأحد العناصر الحقيقية لهذا البناء الرائع هو تعزيزه الإبداعي مع الإنجازات المعمارية الفنية المحلية.
تبعد زاموشتش نحو 20 كم (12 ميل) عن منتزه روزتوشاينسكي الوطني.

## التاريخ
تأسست زاموشتش عام 1580 على يد المستشار وهتمان (رئيس جيش الكومنولث البولندي الليتواني) وجان زامويسكي على الطريق التجاري الذي يربط أوروبا الغربية والشمالية بالبحر الأسود. بُنيت على غرار المدن التجارية الإيطالية، خلال أواخر عصر النهضة بواسطة المهندس المعماري من مدينة بادوفا برناردو موراندو، ما تزال زاموشتش مثالًا ممتازًا لمدن عصر النهضة في أواخر القرن السادس عشر. وتحتفظ بتصميم الشارع الأصلي، والتحصينات (قلعة زاموشتش)، وعدد كبير من المباني الأصلية التي تمزج بين التقاليد المعمارية لمدينة البندقية وأوروبا الوسطى.

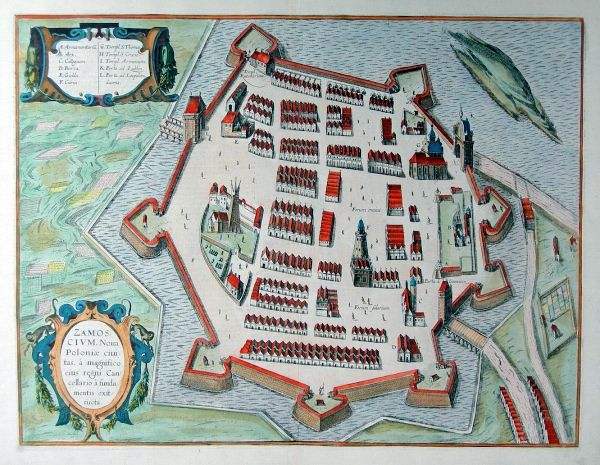
زاموشتش عام 1617

ازدهرت المدينة في القرن السابع عشر خلال فترة تطويرها الأوسع والأسرع. لم تجذب البولنديين فحسب بل أفرادًا من جنسيات أخرى أيضًا. لكن المدينة واجهت العديد من الاجتياحات، بما في ذلك حصار قوزاق بقيادة بوهدان خمل نيتس كيي، زعيم الانتفاضة ضد الكومنولث البولندي الليتواني (1648-1654) (التي أدت إلى إنشاء دولة قوزاقية)، وحصار آخر خلال الغمر السويدي عام 1656. لم يتمكن الجيش السويدي، مثل القوزاقيين، من الاستيلاء على المدينة. ولم تحتل القوات السويدية والسكسونية زاموشتش إلا خلال الحرب الشمالية العظمى.
ضُمت المدينة إلى مقاطعة التاج التابعة للإمبراطورية النمساوية في غاليسيا بين عامي 1772 و1809، وفي عام 1809 دمجت المدينة في دوقية وارسو النابليونية. بعد سقوط نابليون، دمج مؤتمر فيينا زاموشتش في مملكة بولندا عام 1815، وأطلق عليها كونغرس بولندا، وكانت خاضعة للإمبراطورية الروسية. لعبت المدينة دورًا كبيرًا في انتفاضة نوفمبر 1830-1831، وكانت آخر نقطة مقاومة بولندية تستسلم. هُدمت القلعة عام 1866، ما سمح بنمو سريع للمدينة، خارج حدودها الأصلية.

### الحرب العالمية الثانية
اجتاح الألمان المدينة أثناء غزو بولندا عند اندلاع الحرب العالمية الثانية؛ وهزيمة الحامية المحلية، التي كانت فرقة مشاة بولندية تابعة للفتنانت كولونيل ستانيسلاف غوموسكي. في 27 سبتمبر1939، وقّعت ألمانيا النازية معاهدة الحدود مع الاتحاد السوفييتي الذي غزا بولندا من الشرق، وبالتالي سُلمت زاموشتش في 28 سبتمبر عام 1939 إلى الجيش الأحمر لمدة أسبوع. غادر السوفييت المدينة في 5 أكتوبر عام 1939 مع نحو خمسة آلاف يهودي بعد تعديل آخر لخط الحدود. عاد الألمان إلى المدينة في 8 أكتوبر عام 1939، وبعد ذلك بقليل بدأت الاعتقالات الجماعية للمواطنين البارزين. كان ذلك جزءًا من العمل السري «إيه-بي»، أو الإبادة المتعمدة للمفكريين البولنديين. أنشأ النازيون موقع إعدام في روتندا زاموشتش. قتل أكثر من 8000 شخص هناك، بما في ذلك السكان المشردين في المنطقة، وأسرى الحرب السوفييت الذين أُسروا أثناء عملية بارباروسا بعد ذلك.
اختيرت مقاطعة زاموشتش عام 1942، بسبب تربتها السوداء الخصبة، للاستعمار الألماني الجديد في الحكومة العامة كجزء من جنرال بلان أوست، مع الاسم الجديد هيملرستاد، تيمنًا بهاينريش هيملر. وغُيّر هذا الاسم لاحقًا إلى فلوغستاد (مدينة بلو)، للرمز إلى «المحراث» الألماني أو «محراث الشرق». لكن لم يُعتمد أي من الاسمين.
قاوم السكان المحليون المحتلين الألمان بعزيمة كبيرة؛ ففروا إلى الغابات، ونظموا عمليات الدفاع عن النفس، وساعدوا الأشخاص المطرودين، وقدموا الرشوة لاسترجاع الأطفال المختطفين من أيدي الألمان (انظر انتفاضة زاموشتش). وجد النازيون صعوبة في العثور على الأسر المناسبة للاستيطان في المنطقة، وفرّ المستوطنون خوفًا في أغلب الأحيان، لأن السكان البولنديين السابقين كان يحرقون المنازل أو يقتلون سكانها.
طهّر المحتلون النازيون في 1942-1943 عشرات الآلاف من سكان المنطقة عرقيًا، لتوفير مساحة للمستوطنين الألمان لألمنة المنطقة. رُحّل معظمهم إلى معسكرات السخرة في ألمانيا، ومعسكرات الاعتقال أو الإبادة مثل أوشفيتز ومايدانيك وبيوجيك.
بعد الحرب العالمية الثانية، بدأت زاموشتش فترة إنمائية. في السبعينيات والثمانينيات نما عدد السكان بسرعة (من 39,100 في عام 1975 إلى 68,800 في عام 2003)، وبدأت المدينة في كسب أرباح كبيرة من الطرق التجارية القديمة التي تربط ألمانيا بأوكرانيا والموانئ الواقعة على البحر الأسود. خلال السنوات 1975-1998، كانت زاموشتش عاصمة محافظة زاموشتش.

### الجالية اليهودية
كانت زاموشتش مركزًا مهمًا لليهود الحاسيديم. أُسس قهل زاموشتش عام 1588 عندما وافق جان زامويسكي على الاستيطان اليهودي في المدينة. كان المستوطنون اليهود الأوائل هم اليهود السفارديم القادمين من إيطاليا وإسبانيا والبرتغال وتركيا. في القرن السابع عشر، استقر يهود أشكناز أيضًا في المدينة وسرعان ما أصبحوا أغلبية السكان اليهود. أعاد ماركان زامويسكي (الرابع في سلالة أورديرات في عقار زاموشتش) تأكيد حقوق الاستيطان التي منحها جان زامويسكي عام 1684.

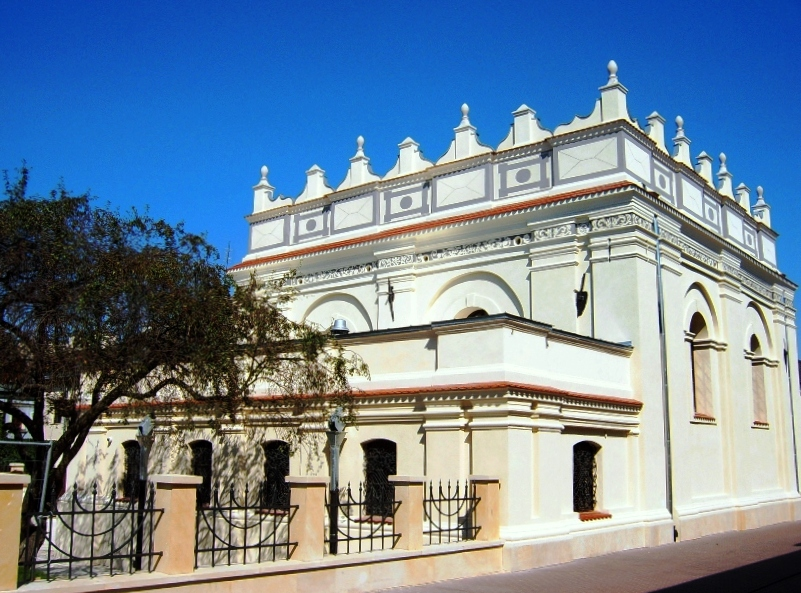
يعدّ كنيس زاموشتش العائد لعام 1618 من أبرز الأمثلة على عمارة عصر النهضة البولنديّة

في نهاية القرنين الثامن عشر والتاسع عشر، تأثر السكان اليهود بحركة التنوير اليهودي، أو هاسكالا. شهد أواخر القرن التاسع عشر انتشار اليهود الحاسيديم. وكان هناك كنيس يهودي، ومنزلان للعبادة، وحمام طقوس، ومذبح، ومستشفى في زاموشتش. إن أفضل بقايا الجالية اليهودي المحفوظة حتى الآن هي كنيس زاموشتش المُجدد. كانت زاموشتش أيضًا موطن العديد من اليهود البارزين، مثل الشاعر سولومون إيتنغر (1799-1855) والكاتب إسحاق ليب بيريتز. عاش 2,874 يهوديًا في المدينة عام 1827. في عام 1900، كان عدد السكان اليهود 7,043 نسمة. ازداد عدد السكان اليهود إلى 9,383 نسمة (49.3% من مجموع السكان) في عام 1921، وكانوا من كبار ملاك الأراضي داخل المدينة.
عاش أكثر من 12,500 يهودي في زاموشتش قبل الحرب العالمية الثانية (43% من 28,100 نسمة). سلم الاتحاد السوفيتي المدينة إلى الألمان في 8 أكتوبر 1939، بعد وقت قصير من تأسيس المحتلين النازين جويدنرات، التي سيطروا بواسطتها على اليهود، وأنشؤوا حيًا يهوديًا (غيتو) مفتوحًا في حي نوسادا في ديسمبر 1939.
نُقل اليهود الذين رُحّلوا من وارثغاو إلى زاموشتش، وفي أبريل 1941 نُقل الحي اليهودي إلى المدينة الجديدة ووجهت أوامر إلى 7000 يهودي بالانتقال إلى هناك. لم يكن الحي اليهودي مُسوَّرًا، لذا فرّ العديد من اليهود إلى الاتحاد السوفييتي. وتمت تصفيته قبل نهاية نوفمبر 1942؛ وبدأت عمليات الترحيل في أبريل، إذ أُرسل نحو 3000 يهودي إلى معسكر بلزيك للإبادة في قطار محرقة يتألف من 30 عربة مواشي. في أكتوبر، أطلق النازيون النار على 500 يهودي في الشوارع ورحّلوا 4000 سجين يهودي عبر نقطة نقل حي إيزبيتسا اليهودي إلى بلزيك لتجميعهم. ونُقلوا بدون طعام أو ماء. رغم أن المسافة كانت قصيرة نسبيًا، لكن وسائل النقل كانت تستغرق عدة أيام، ومات الكثير منهم في الطريق.